# Спірос Евангелатос

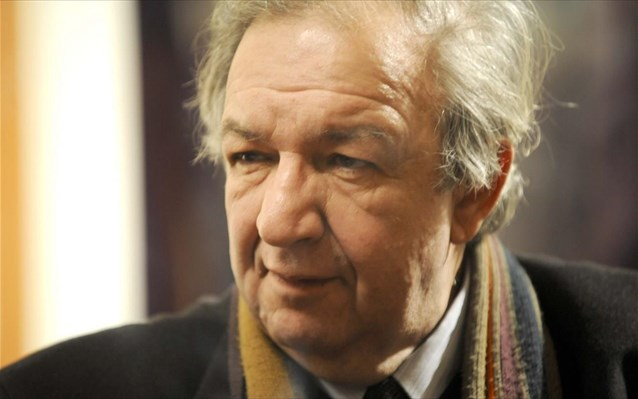

## Біографія
Знаменитий грецький театральний режисер - народився у 1940 році в Афінах. Є сином Антіоха  Євангеліоса, знаменитого музиканта і композитора. Він виріс у родині, де панувала любов до музики і літератури. Двері їхнього дому завжди були відчинені для усіх любителів мистецтва, тому Спірос ще з дитинства познайомився із великими людьми, що творили грецьку культуру, серед них Сикельянос, Терзакіс, Лінос Політіс та інші. Вивчав музику, літературу і театр. Усі ці три галузі мистецтва у майбутньому стали для Спіроса хорошою основою його майбутньої кар’єри. 
У 1958 році став студентом Афінського університету і театрального училища Національного театру. У 1961 році закінчив театральне училище Національного театру і наступного року заснував так звану «Новогрецьку сцену», яка стала попередником «Амфітеатру», яким він керував до 1964 року. Згодом у 1964-1966 роки він працював режисером у грецькому народному театрі Маноса Катракі, очолюючи театральну групу «Антігона», а також у Національному театрі північної Греції[3]. 
У 1966 році, отримуючи стипендію, вивчає театральне мистецтво в італійському університеті у Венеції. До 1970 року відвідує найкращі театральні вистави Німеччини, Англії, Франції, Італії. У 1970 році отримує звання доктора філософії Афінського університету, захистивши дисертацію на тему «Історія кефалонійського театру (1600-1900)». Періодично відвідував грецький університет дослідження візантійської культури у Венеції, де значно розширював свої знання у різних галузях науки та мистецтва[1]. 
Із 1971 року співпрацює із Національним театром Греції і за кордоном (Афіни, Салоніки, Цюрих, Клагенферт). У 1972 році вдало виступає з «Електрою» Софокла у Національному театрі, саме тоді він і проявляє себе, як хороший молодий режисер. Спірос Евангелос був наймолодшим режисером, який брав участь у фестивалі «Епідавра». Спірос був у Національному театрі людиною з новими поглядами, тому разом зі своїми колегами вніс певні нові зміни, подав надію на покращення діяльності університету. Його співробітництво із Національним театром продовжувалося до 1977 року, внаслідок чого кожного літа у нього були виступи в «Епідаврі»[1]. 
Спірос Евангелатос зазначає, що йому пощастило навчатися у справді хороших викладачі. Під їх керівництвом він навчився робити постановки давніх грецьких текстів, але з рисами сучасного йому життя[3]. 
З 1977 по 1980 рік був генеральним директором Національного театру північної Греції. Також сприяв створенню «Опери Салонік», «Театру Фракія», «Театру східної Македонії» та інші. В період 1984-1987 років був директором Національної опери. Під час створення музичного оформлення вистав надавав перевагу молодим музикантам та композиторам[2]. 
Що стосується університетської кар’єри, то у 1989 був одноголосно обраний доцентом кафедри історії та археології, а у 1991 році – професором одного з факультетів Афінського університету. У 1997-1999 роках вирішував в Афінському університеті всі питання, пов’язані з театром. 	Окрім того у 1994 році був оголошений почесним членом «Грецької асоціації перекладачів літератури»[3]. 
Театр, заснований Спіросом Евангелатосом, після 36 років роботи призупинив свою діяльність. Директор театру, тобто сам Спірос, зазначає, що він прийняв таке рішення, оскільки орендна плата була дуже високою. Тим не менш. Таке рішення не виключає того, що в майбутньому цей театр знову функціонуватиме[4]. 
Робота талановитого режисера в театрі налічує більш як 50 років. «За весь цей час у моєму житті було багато і горя, і радості, – каже Спірос у інтерв’ю, – та найбільш важкою була для мене втрата спочатку дружини, а потім і сина. Вона була чудовою жінкою і матір’ю. На щастя, поряд зі мною тоді було багато друзів, які допомогли мені пережити це»[4]. 
У 2004 році Президент Італії нагородив його високою нагородою “Ordine della Stella Solidarietà Italiana-Cavaliere” (III Classe), що є своєрідним вкладом в укріплення греко-італійських культурних зв’язків. У лютому 2005 року був обраний дійсним членом Афінської академії[5] 

## Нагороди
Він був удостоєний премії "Каролос Koun" (1988 р)
"Театральної премії Письменники суспільства" (1994 р),
"Театральні Письменники Суспільство Режисура Award" (1996),
медаллю "кавалер ордена Фенікса" президентом грецької республіки
і в 2005 році був обраний дійсним членом Академії Афін. [6].

## Список використаних джерел
- https://web.archive.org/web/20071110141150/http://www.cineek.gr/modules.php?name=News&file=article&sid=1482

- https://web.archive.org/web/20160513164936/http://www.kapodistriako.uoa.gr/stories/062_in_01/index.php?m=2

- https://web.archive.org/web/20160611024727/http://www.star.gr/Pages/Lifestyle.aspx?art=45477&artTitle=spyros_evangelatos_mou_leipoun_i_gynaika_kai_o_gios_mou
- http://www.theatre.uoa.gr/didaktiko-dynamiko/omotimoi-ka8hghtes/spyros-a-eyaggelatos.html [Архівовано 17 червня 2016 у Wayback Machine.]
- http://www.ishow.gr/personBio.asp?guid=B2B50793-586C-4EE6-89CD-41742566C039 [Архівовано 11 червня 2016 у Wayback Machine.]